# Sarracenia gilpinii
Sarracenia gilpinii este o specie de plante carnivore din genul Sarracenia, familia Sarraceniaceae, ordinul Ericales, descrisă de S. Bell și Amp; Case. Conform Catalogue of Life specia Sarracenia gilpinii nu are subspecii cunoscute.